# Молочный водопад
Моло́чный водопа́д (он же водопа́д Влюблённых) — водный поток, текущий с горных вершин, который имеет характерный белый цвет, благодаря чему появляется ощущение, будто по склонам течёт целая река молока. Находится на территории Рицинского национального парка, в Гудаутском районе Абхазии, выше озера Рица, у села Ауадхара. Неподалеку находится дача Сталина.

## Легенды и история происхождения водопада
Водопад берёт начало в высокогорной реке Водопадная, которая вытекает из ледников горы Ацетук. Пересекая на пути множество подземных источников, её вода обогащается минералами, а при падении с высоты пенится, бурлит и насыщается кислородом, наполняясь множеством пузырьков воздуха. Такая метаморфоза придаёт водопаду молочный оттенок. Вода в водопаде холодная и пригодна для питья.
С водопадом связано огромное количество легенд и загадок. Некоторые из них своими корнями уходят в глубокую древность, в то время как другие, напротив, появились на свет совсем недавно.

### Легенда о молодой девушке
Существует легенда о молодой девушке, которой удалось стать счастливой благодаря водопаду. Она была некрасива собой, но очень хотела выйти замуж и завести семью. Люди советовали ей купаться в парном молоке, но из-за его высокой стоимости она не могла себе это позволить. Не желая расставаться с мечтой, она начала ежедневно омываться водами Молочного водопада.
Со временем жители деревни начали рассказывать, что каждый день к подножью горы приходил молодой человек и восхищался девушкой невероятной красоты. Эта красавица была героиня легенды. Джигит осмелился подойти к ней и предложил стать его женой. Сперва смутившись, она выслушала его признание в любви и ответила согласием на предложение руки и сердца. Так водопад получил своё название, и его воды стали считать лечебными, дарующими красоту и молодость.

### Легенда о старце
Согласно другой легенде, однажды старик, возвращаясь с охоты, решил отдохнуть у водопада. Немного поспав и умывшись этой водой, он пошёл домой. Однако его жена сначала отказалась впускать в дом незнакомца, так как перед ней стоял молодой юноша, в котором она не сразу узнала своего супруга.
Выслушав историю мужа, старуха решила повторить за ним и отправилась к водопаду, но долго не возвращалась. Начав беспокоиться, муж отправился её искать, но когда он добрался до подножья горы, то увидел только младенца, в которого превратилась его любимая.